# 定縫銷釘

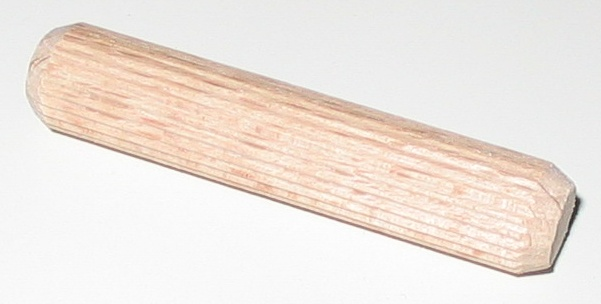
定縫銷釘

用定縫銷釘的固定原理

在木工中, 當要將兩塊木板嵌在一起時, 除了把鑲嵌部位切成榫頭外, 還可以在每塊木板上鑽一個小孔, 然後用一小缺圓柱形的木塊插入其中。這一小木圓柱體就叫做「定縫銷釘」, 俗語又叫做「木釘」, 用以代替榫頭。
但有時定縫銷釘也會和榫頭一起使用: 這時定縫銷釘會扣着榫頭位的兩塊木, 使榫頭更穩固, 不易脫離。